# Arena Stožice
Arena Stožice est une salle omnisports située dans le complexe Športni park Stožice à Ljubljana en Slovénie.

## Événements
- Avril 2012 : Championnat du monde de hockey sur glace de la Division 1, groupe A.
- Septembre 2013 : Championnat d'Europe masculin de basket-ball, phase finale.
- Juin 2016 : Ligue européenne féminine de volley-ball, 1 match de phase finale.
- Janvier-février 2018 : Championnat d'Europe de futsal.
- Août-septembre 2022 : Championnat du monde masculin de volley-ball.
- Novembre 2022 : Championnat d'Europe féminin de handball.